# Xepenupete I
Shepenupet I foi a esposa de Deus de Amon durante a Vigésima Terceira Dinastia do Egito. 
Xepenupete I (Shepenupet) foi a primeira Adoradora Divina de Amom a exercer o poder político na antiga Tebas e na região circundante entre 754 e 714 a.C.. O seu nome significa "o dom de Upete", sendo Upete uma deusa ligada à espiritualidade. Ela foi a primeira a assumir o título real completo com nomes em duas cartelas (seu prenome Khenemetibamun significa 'aquela que é uma com o coração de Amon'), e embora seus sucessores tenham seguido seu exemplo, ela permaneceu a única que também carregou o títulos reais de "Senhor das Duas Terras" e "Senhor das Aparências", também, o único cujo nome do trono se refere a Amon , e não à sua esposa Mut . 
Era filha de Osocor III, rei da XXIII dinastia e irmã de Taquelote III. O seu pai nomeou-a esposa divina de Amom em Tebas (capital religiosa egípcia) com o objectivo de controlar politicamente a região. Julga-se que chegou também a exercer funções de sumo sacerdote de Amom, cargo habitualmente reservados a homens.
Durante o exercício do seu cargo, Piiê veio da Núbia para dominar o Egito, apresentando-se como devoto de Amom. Em Tebas, Piiê seria aclamado pelo clero de Amom e Xepenupete adotou a irmã de Piiê, Amenirdis I, como sua filha em 735 a.C., o que implica que esta seria a sua sucessora. 
Foi representada na capela de Osíris em Carnaque. Dispunha de uma capela funerária no complexo de Medinet Habu, que foi destruída. 